# Socialistiske Republik Rumænien
Socialistiske Republik Rumænien blev oprettet i 1947, og blev senere opløst og blev til det nuværende Rumænien.
| Historie | Spire Denne historieartikel er en spire som bør udbygges. Du er velkommen til at hjælpe Wikipedia ved at udvide den. |